# Рахманов, Абдулла
Абдулла Рахманов — советский хозяйственный деятель, Герой Социалистического Труда.

## Биография
Родился в 1902 году в Ферганской области. Член КПСС с 1930 года.
С 1920 года — на хозяйственной, общественной и политической работе. В 1920—1974 гг. — дехканин, колхозник, организатор колхозного производства в кишлаке Туя-Гум, заместитель председателя, председатель колхоза имени Фрунзе Ахунбабаевского района Ферганской области.
Указом Президиума Верховного Совета СССР от 14 декабря 1972 года присвоено звание Героя Социалистического Труда с вручением ордена Ленина и золотой медали «Серп и Молот».
Умер в Ферганской области после 1973 года.